# Verena Altenberger
Verena Altenberger (n. 11 noiembrie 1987, Schwarzach im Pongau⁠(d), Salzburg, Austria) este o actriță de film, teatru și televiziune din Austria. Ea este cel mai cunoscută pentru rolul principal din filmul Cea mai bună din toate lumile (Die beste aller Welten) (2017), regizat de Adrian Goiginger, rol pentru care a primit Premiul Compass-Perspektive la Berlinale. În 2021 a apărut în serialul TV Republica sălbatică (Wild Republic).

## Viață timpurie și educație
Verena Altenberger s-a născut în 1987 și a crescut în landul austriac Salzburg în Dorfgastein, Hallein și Oberalm.

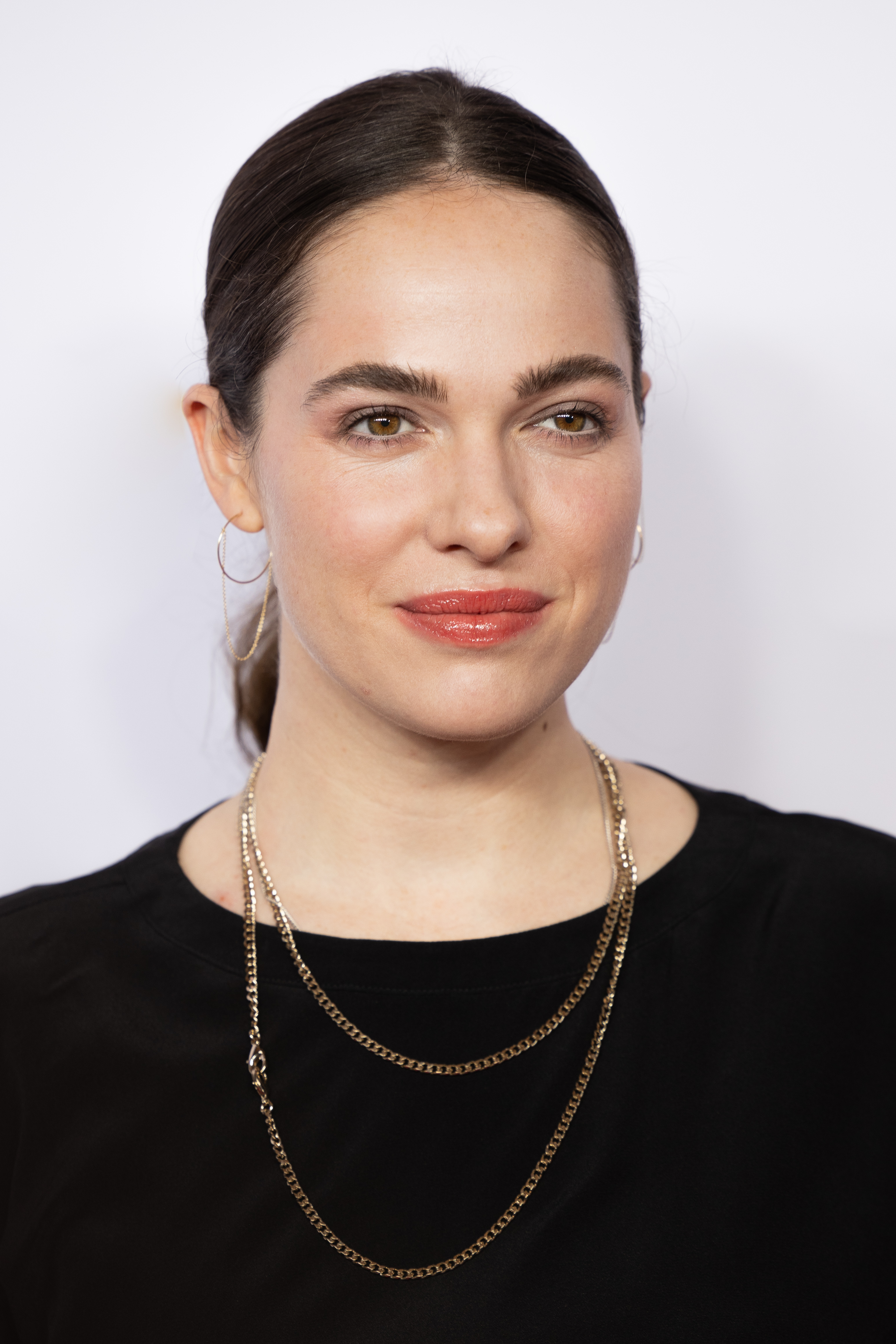
Verena Altenberger (2020)

Și-a petrecut o parte din tinerețe la Schloss Winkl, o fostă reședință a nobilimii, unde mama ei a fost directoare a școlii agricole Winklhof.
La 18 ani, Altenberger a plecat la Viena pentru a studia actoria și a vrut inițial să se înscrie la Seminarul Max Reinhardt, dar nu a fost acceptată. Astfel, a început să studieze pentru a obține o diplomă de licență în mass-media și știința comunicării la Universitatea din Viena, pe care a absolvit-o cu succes.
Din septembrie 2011, Altenberger a studiat dramaturgia la Universitatea de Muzică și Arte din Viena (Musik und Kunst Privatuniversität der Stadt Wien; MUK) pe care a absolvit-o cu succes în iunie 2015.

## Carieră

### Teatru
În sezonul 2010/2011, Verena Altenberger a făcut parte din Ansamblul Junge Burg de la Vienna Burgtheater, unde a interpretat rolul principal din Alice în Țara Minunilor (Alice im Wunderland), Blanche Barrow în Bonnie și Clyde și Isolde Weißhand în Tricky Love – Tristan und Isolde, printre alte câteva roluri. În sezonul 2013/2014 a jucat rolul Lorei din Motanul încălțat (Der gestiefelte Kater) la Burgtheater, iar în 2015 a apărut pe scena Volkstheater din Vienna în Haben în rolul Rozíei.
În Jedermann. Das Spiel vom Sterben des reichen Mannes (Cineva. Jocul bogatului pe moarte) de la Festivalul din Salzburg din 2021 și 2022, ea a interpretat rolul Paramour (Buhlschaft) alături de actorul german Lars Eidinger în rolul principal.

### Cinema și televiziune
În serialul de televiziune austriac CopStories, Verena Altenberger a interpretat rolul Chantal din 2013 până în 2018. În Misiune: Imposibilă. Națiunea secretă ea a apărut într-o scenă ca asistentă a directorului Operei de Stat din Viena.
În 2016, Altenberger a primit rolul principal în serialul german de comedie Magda macht das schon, în care a interpretat rolul unei asistente de geriatrie de origine poloneză.

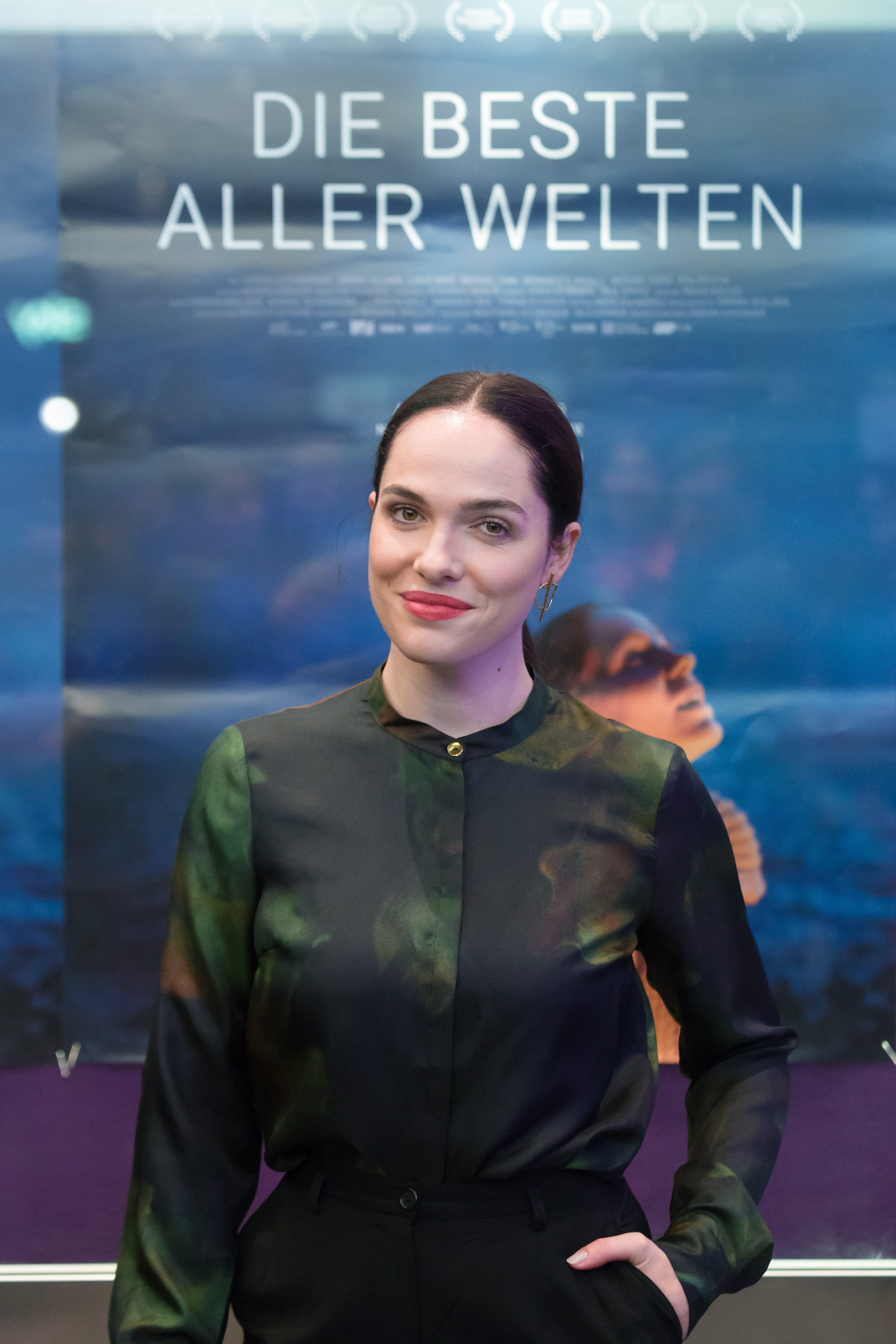
Altenberger la premiera filmului Cea mai bună din toate lumile din Gartenbaukino, Viena (2017)

Altenberger a jucat rolul principal în Cea mai bună din toate lumile (Die beste aller Welten), regizat de Adrian Goiginger. Ea interpretează o femeie dependentă de heroină care încearcă să-și depășească dependența și să o ascundă de fiul ei – interpretat de Jeremy Miliker – pe care o iubește mai mult decât orice și pentru care își dorește să fie cea mai bună mamă posibilă. Coproducția austro-germană a avut premiera la 11 februarie 2017, la Berlinale 2017, unde filmul a fost distins cu Premiul Kompass-Perspektive.
În documentarul Climb Every Mountain: Sound of Music Revisited (The Makemakes in Hollywood – Auf den Spuren von The Sound of Music, 2017), Altenberger a fost distribuită ca naratoare.
În toamna lui 2017 a fost distribuită în filmul dramatic ORF/BR/ARTE Das Wunder von Wörgl (Miracolul din Wörgl) în rolul Rosei Unterguggenberger alături de actorul și regizorul de film austriac Karl Markovics, film care a fost regizat de regizorul elvețian Urs Egger. Filmul descrie un experiment real freigeld (bani liberi) din orașul austriac Wörgl, care a fost lansat în iunie 1932 de primarul Michael Unterguggenberger pentru a face față efectelor crizei economice globale. După un proces judiciar, experimentul a trebuit să fie oprit în septembrie 1933. Premiera a avut loc la 15 noiembrie 2018 la Cineplexx Wörgl.
La începutul anului 2018 a fost distribuită în miniserialul lui David Schalko M - Un oraș în căutarea ucigașului (M – Eine Stadt sucht einen Mörder), iar în aprilie 2018 a fost distribuită ca Eva Schädler în drama istorică Un sat ripostează – Secretul din Altaussee (Ein Dorf wehrt sich – Das Geheimnis von Altaussee), o coproducție ZDF, ORF și Arte. Filmul istoric are loc în ultimele zile ale celui de-al Doilea Război Mondial. Aliații sunt din ce în ce mai aproape, dar național-socialiștii încă fac legea în Altaussee. Arta jefuită este depozitată în mina de sare din Altaussee pentru proiectul Muzeul Führerului din Linz. Premiera a avut loc la 29 iunie 2019, în cadrul Festivalului de Film de la München.
În 2018, Altenberger i-a succedat lui Matthias Brandt în serialul polițist german Polizeiruf 110 și a preluat rolul anchetatorului din München Elisabeth „Bessie” Eyckhoff în episodul Locul din care vin norii (Der Ort, von dem die Wolken kommen). În cel de-al treilea sezon (din 2019) al serialului TV polițist ZDF Vinovăția după Ferdinand von Schirach (Schuld nach Ferdinand von Schirach), ea a jucat rolul Sheryl.
În septembrie 2019, ea a participat la filmările documentarului Servus TV regizat de Adrian Sassburger, Virginia – Enigma nerezolvată a miresei mafiote din Salzburg (Virginia – Das ungelöste Rätsel der Salzburger Mafiabraut) despre un personaj al crimei organizate, Virginia Hill, alături de Michael Dangl în rolul lui Hans Hauser.
În thrillerul Arte, Pe urmele criminalilor (Die Spur der Mörder, 2019), Altenberger a interpretat-o pe anchetatoarea de la Interpol Carla Orlando alături de Heino Ferch în rolul investigatorului șef Ingo Thiel. 
La sfârșitul anului 2019 a fost distribuită în comedia ORF/BR Schönes Schlamassel de Wolfgang Murnberger alături de Maxim Mehmet, în care o înfățișează pe Anne, care nu este evreică, dar care are o librărie de literatură evreiască și care este foarte pasionată de iudaism.
În 2021-2022, Altenberger a colaborat iarăși cu regizorul Adrian Goiginger la producția Märzengrund, film bazat pe piesa cu același nume a lui Felix Mitterer. Simultan, a apărut ca asistenta socială Rebecca în miniserialul MagentaTV Republica sălbatică (Wild Republic) și și-a tăiat părul pentru interpretarea unei paciente cu cancer în filmul de debut al lui Chris Raiber, Unter der Haut der Stadt.
În tragicomedia Me, We (regia David Clay Diaz), care a avut premiera la Graz Diagonale în iunie 2021, ea a interpretat rolul Mariei, care pleacă spre insula Lesbos pentru a oferi îngrijire refugiaților care sosesc într-o tabără de pe coastă.

## Alte activități
În februarie 2019, Altenberger a fost invitată în emisiunea Claudiei Stöckl Frühstück bei mir de la postul de radio austriac Ö3.
În decembrie 2019, Altenberger a fost unul dintre invitații talk-show-ului de noapte de satiră Wir sind Kaiser.
În noiembrie 2021, Verena Altenberger a preluat președinția Academiei Austriece de Film (Akademie des Österreichischen Films) împreună cu regizorul și producătorul Arash T. Riahi de la perechea Stefan Ruzowitzky și Ursula Strauss.

## Viață personală
Altenberger locuiește în Viena. Vorbește curent limbile germană, engleză, franceză, italiană, spaniolă, idiș și turcă.

## Premii și nominalizări
- Pentru The Best of All Worlds (Die beste aller Welten):
  - 2017: Premiul Compass-Perspektive la Berlinale
  - 2017: Diagonale – Premiată pentru cea mai bună actriță[57]
  - 2017: Festivalul Internațional de Film de la Moscova – Premiată pentru cea mai bună actriță[58]
  - 2017: Deutscher Regiepreis Metropolis – Premiată pentru cea mai bună actriță[59]
  - 2018: Premiul Bavarez de Film 2017 – Premiată pentru cea mai bună actriță[60]
  - 2018: Premiul pentru Film Austriac 2018 – Premiată pentru cea mai bună actriță într-un rol principal[61][62]
  - 2018: Festivalul Internațional de Film Riverside 2018 – Premiată pentru cea mai bună actriță[63]
  - 2018: Festivalul Internațional de Film Harlem 2018 – Premiată pentru cea mai bună actriță[64]
  - 2018: Worldfest Houston Independent International Film Festival 2018 – Premiată pentru cea mai bună actriță[65]
  - 2018: Festivalul Internațional de Film de la Milano – Premiată pentru cea mai bună interpretare actoricească[66]
  - 2018: Hell's Half Mile Film & Music Festival Bay City, Michigan – Premiată pentru cea mai bună actriță principală
  - 2018: Festivalul de film Meraki – Premiată pentru cea mai bună actriță
  - 2018: Courage Film Festival – Premiată pentru cea mai bună actriță[67]
  - 2018: premiul Romy Schneider – Nominalizată la categoria Cea mai populară actriță de cinema/TV-Film[68]
  - 2018: Premiul german pentru actorie – nominalizată la categoria Cea mai bună actriță într-un rol principal[69]
- Pentru Magda macht das schon!
  - 2017: Deutscher Comedypreis – Nominalizată la categoria Cea mai bună actriță/Cel mai bun actor[70]
- Pentru Das Wunder von Wörgl:
  - 2019: premiul Romy Schneider – Nominalizată la categoria Cea mai populară actriță Cinema/TV-Film
- 2019: Femeia internațională a anului din Salzburg[71][72]
- 2020: premiul Romy Schneider – Nominalizată la categoria Cea mai populară actriță[73]
- 2021: premiul Romy Schneider – Nominalizată la categoria Cea mai populară actriță[74]
- 2021: Nestroy-Theaterpreis 2021 – nominalizată la categoria Cele mai populare actrițe - serial TV[75]
- 2022: Premiul Jupiter – Nominalizare la categoria Cea mai bună actriță (cinema, TV, streaming) (Național) pentru Republica sălbatică (Wild Republic)[76]

## Filmografie selectivă
- 2012: SOKO Kitzbühel – Casino
- 2012: Die Lottosieger (trei episoade)
- 2012: Schnell ermittelt – Schuld
- 2013: Im Schleudergang – Chakalaka
- 2013: SOKO Wien – Sub acoperire
- 2013: Tom Turbo – Das Gold der Meerjungfrau
- 2013–2018: CopStories (Serial TV, 17 episoade)
- 2014: Therapie für einen Vampir
- 2014: Hart an der Grenze
- 2014: Universum History – Legături diplomatice – Amantele Congresului de la Viena
- 2015: Altes Geld – Lederhaut
- 2016: Tatort: Hundstage
- 2016: Der Hafenpastor und das Blaue vom Himmel
- 2016: Das Geheimnis der Hebamme
- 2016:  Kästner und der kleine Dienstag
- 2016: Landkrimi – Drachenjungfrau
- 2016–2017: Lena Lorenz (Serial TV, șase episoade)
- 2017–2021: Magda macht das schon! (Serial TV, patru sezoane)
- 2017: Die Hölle – Inferno
- 2017: Die beste aller Welten
- 2017: SOKO Köln – Die Freundin meiner Frau
- 2017: Hubert und Staller – Der letzte Tango
- 2018: Die Toten vom Bodensee – Die vierte Frau
- 2018: Die Toten von Salzburg – Zeugenmord
- 2018: Rufmord
- 2018: Das Wunder von Wörgl
- 2019: M – Eine Stadt sucht einen Mörder (miniserie)
- 2019: Ein Dorf wehrt sich
- 2019: SCHULD nach Ferdinand von Schirach – Der Freund (Serial TV)
- din 2019: Polizeiruf 110 ca Elisabeth Eyckhoff
  - 2019: Der Ort, von dem die Wolken kommen
  - 2019: Die Lüge, die wir Zukunft nennen
  - 2021: Frau Schrödingers Katze
  - 2021: Bis Mitternacht
  - 2022: Das Licht, das die Toten sehen
- 2019: Die Spur der Mörder
- 2019: Tatort: Baum fällt
- 2020: Schönes Schlamassel (Love & Mazel Tov)
- 2020: Virginia – Das ungelöste Rätsel der Salzburger Mafiabraut
- 2021: Wild Republic (Serial TV)
- 2021: Me, We
- 2021: Commitment Phobia
- 2021: Hannes
- 2021: Märzengrund
- 2021: Unter der Haut der Stadt
- 2025: No Beast. So Fierce. (Kein Tier. So Wild.). Premiera mondială la a 75-a ediție Berlinale la 14 februarie 2025, lansat în Germania la 8 mai 2025.[77]